# 나비드 아카반

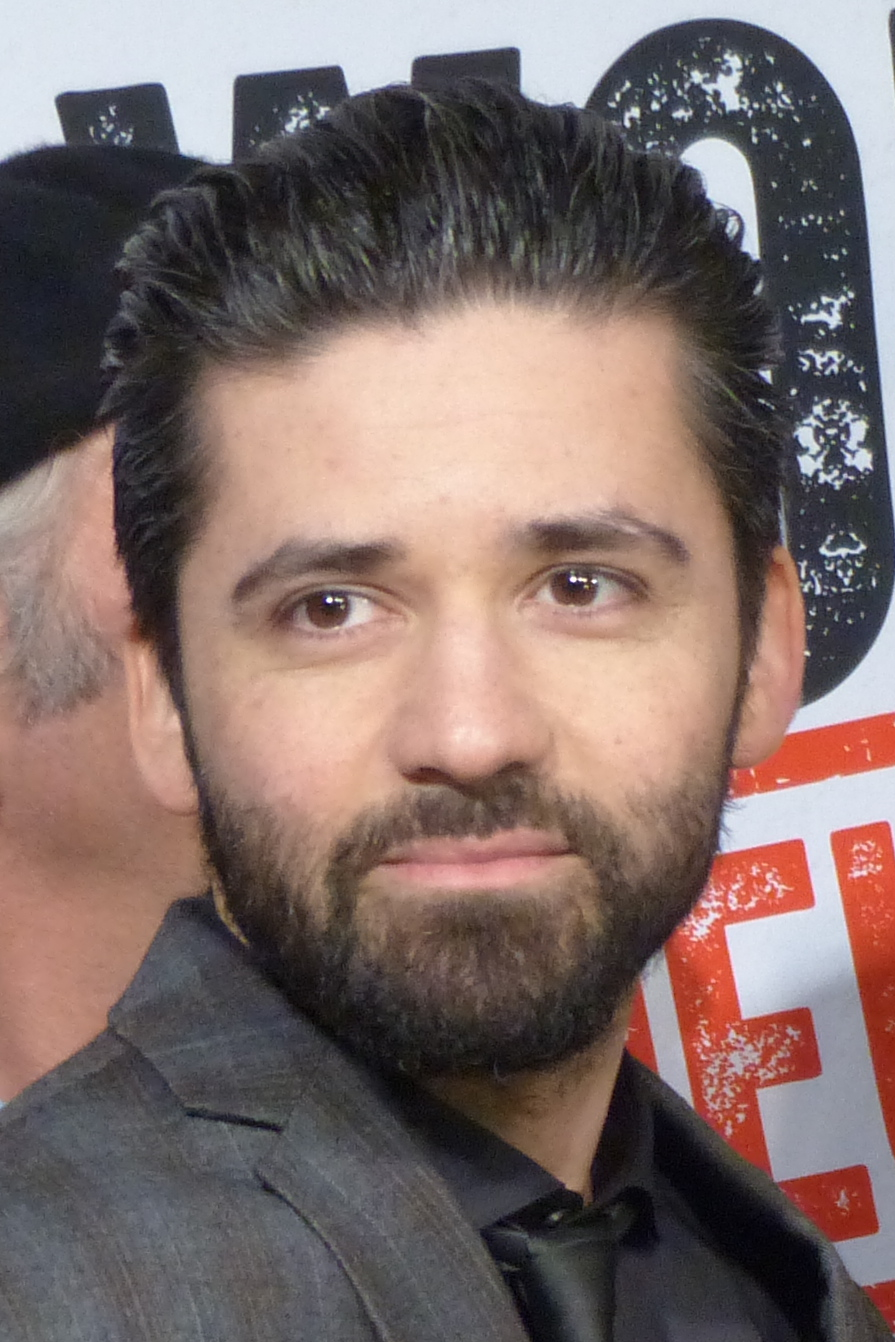

나비드 아카반(Navíd Akhavan, 1980년 6월 9일 ~ )은 이란의 배우이다.
테헤란에서 태어났다.

## 영화
- 악의 도시 (2015년) - 모르테자 역
- 45 미니츠 투 라말라 (2013년) - 자말 역
- 더 그린 웨이브 (2010년)
- 살라미 아레이쿰 (2009년)
- 나에게 자유를 (2008년)
- 플라야 델 푸투로 (2005년)
- 그녀의 비밀 (2005년) - 시아마크 역
- 함부르크 강습소 (2004년)
- 해피 할로윈 (2001년)
- 아남 (2001년)